# Александър Шумков
Александър Иванов Шумков е български учител и революционер, деец на Македоно-одринската организация.

## Биография
Роден е в 1867 година в град Крушево, тогава в Османската империя. Учи право в Лозанския университет до 1898 година и в Брюксел до 1899 година. Работи като учител и преподава в кюстендилското село Коняво. Деец е на Македоно-одринската организация. През април 1901 година е делегат на Осмия македоно-одрински конгрес от Белослатинското дружество.